# Gelbbrust-Nektarvogel
Der Gelbbrust-Nektarvogel (Anabathmis newtonii) ist eine Vogelart aus der Familie der Nektarvögel (Nectariniidae). Er ist auf der Insel São Tomé im Golf von Guinea endemisch. Das Artepitheton ehrt den portugiesischen Naturforscher Francisco Newton (1864–1909).

## Merkmale

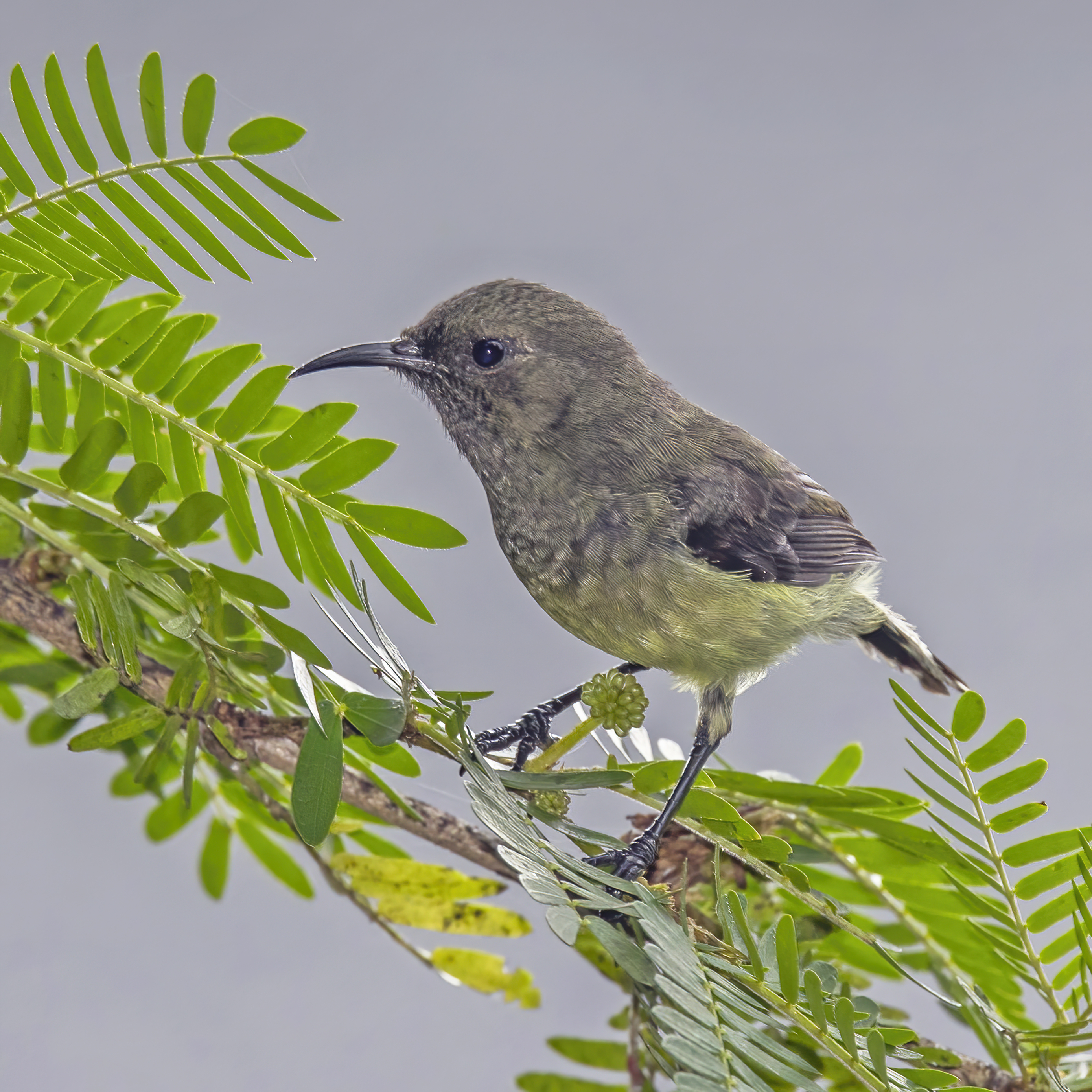
Weiblicher Gelbbrust-Nektarvogel

Gelbbrust-Nektarvogel ♂, oben (Illustration)

Mit einer Körperlänge von 10 bis 11 cm und einem Gewicht von 6 bis 9 g zählt der Gelbbrust-Nektarvogel zu kleinsten Nektarvogel-Arten. Das Männchen ist an der Oberseite dunkeloliv und am Vorderscheitel heller. Die schwarzen Oberschwanzdecken sind an den Spitzen metallisch grün gefärbt. Die Oberflügelfedern sind dunkelbraun mit dunkeloliv gefärbten Säumen. Der Schwanz ist schwarz, wobei das mittlere Federpaar glänzend ist und die übrigen Schwanzfedern breite, weiße Spitzen aufweisen. Das äußerste Schwanzfederpaar ist weiß und schwarz. Kinn und Kehle sind metallisch grün mit einem violetten Schimmern. Die Oberbrust ist violett. Die Unterseite ist gelb, wobei die Brust am hellsten ist. Die Unterflügel sind weiß, die Unterflügeldecken sind am Flügelrand schwarz mit weißen Spitzen. Die Iris ist dunkelkastanienfarben. Der Schnabel und die Beine sind schwarz. Das Weibchen ist etwas kleiner als das Männchen. Es fehlt die metallische Färbung an der Kehle und an den Halsseiten, die schuppig aussehen (wegen der dunklen Federbasen). Die Brust und der Bauch sind hellgelb. Die Jungvögel ähneln den Weibchen, jedoch fehlt bei ihnen die Gelbfärbung. Beim immaturen Männchen sind Kinn und Kehle dunkelgrau mit gelber Sprenkelung, Brust und Bauch sind hellgelb.

## Lebensraum
Der Gelbbrust-Nektarvogel bewohnt Wälder, insbesondere moosbewachsenen montanen Primärwald, auch Savannenwälder, Gärten und Plantagen bis in Höhenlagen von 1800 m.

## Lebensweise

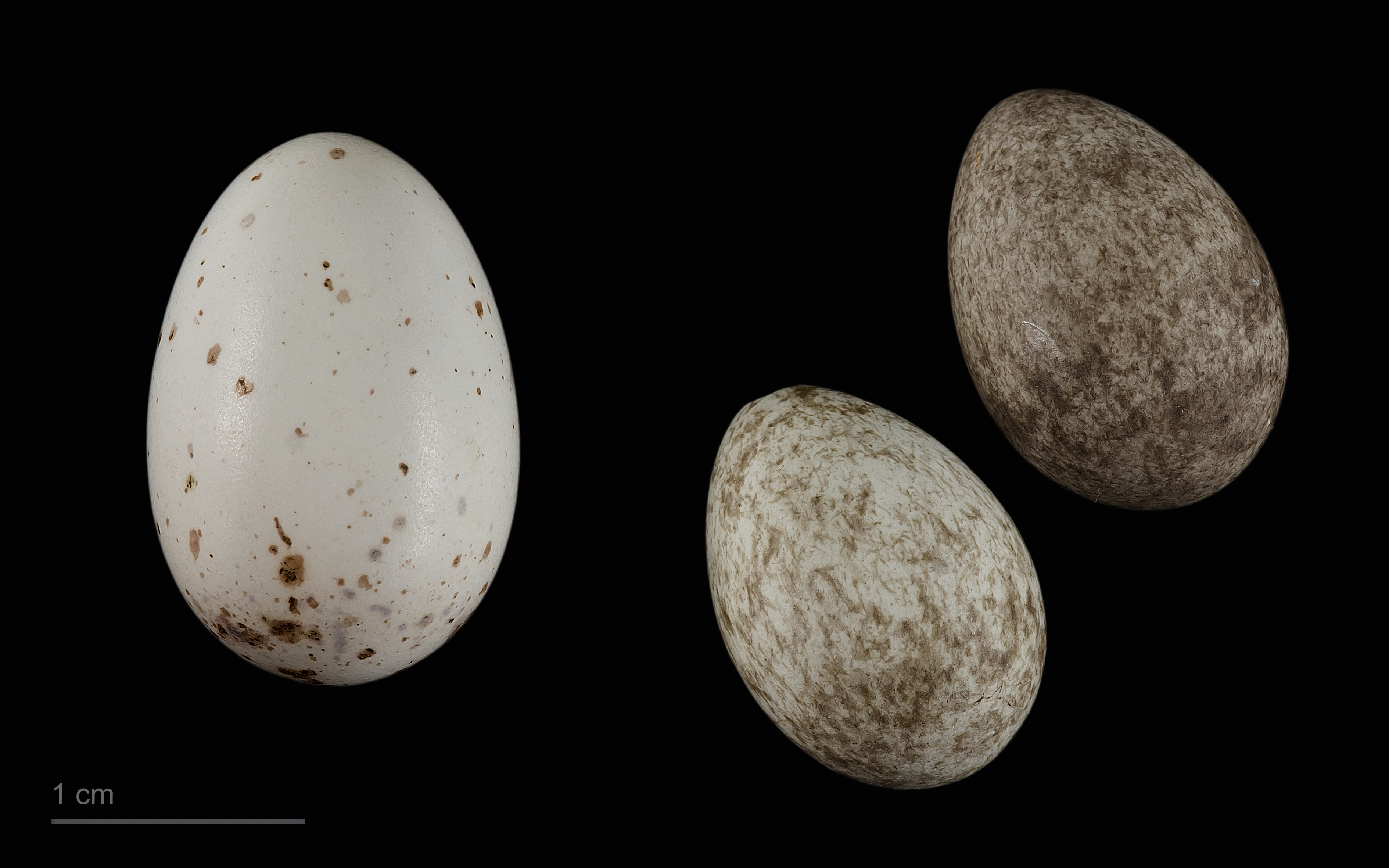
Smaragdkuckucksei und zwei Eier des Gelbbrust-Nektarvogels

Der Gelbbrust-Nektarvogel wandert möglicherweise in höhere Lagen. Im April ist er offenbar in Tieflandgärten abwesend. 
Die Nahrung besteht aus Insekten, Spinnen und Nektar. Er geht paarweise  oder in kleinen Gruppen, manchmal in größeren Gruppen von bis zu 30 Individuen auf Nahrungssuche. Dabei schließt er sich auch artengemischten Gruppen an. Der Gelbbrust-Nektarvogel hält sich bevorzugt in den Baumkronen auf, wo er besonders von den Blumenrohr-Blüten angezogen wird. 
Der Gesang ist eine zweiminütige Folge von schnell auf- und absteigenden kurzen, hohen Tönen mit verschiedenen Lauten wie tsee, ti, to, wee, tzeee und tsuwee. Rufe, die den Gesangstönen ähneln, schließen ein tsee-ee, bzueeh, jit-jit-jit und bink mit ein. Der Bettelruf der Jungvögel ist ein bjuit, bjuit, bjui. 
Die Eiablage erfolgt zwischen August und Februar. Möglicherweise kommt kooperatives Brüten bei den Nektarvögeln vor. Eine Vierergruppe, einschließlich eines Männchens, wurde gemeinsam am einen alten Nest beobachtet. Singende Männchen steht aufrecht, wechselt nacheinander die Richtung beim Drehen und hebt und schwingt die Flügel, um die weißen Unterflügeldecken zu zeigen. Bis zu fünf Männchen singen gemeinsam und zeigen sich beim Ausdruckstanz. Das Nest, das allein vom Weibchen errichtet und an einem niedrigen Ast aufgehängt wird, ist eine beutelartige Struktur, ein baumelnder Bart aus Blättern, Moos und anderem Pflanzenmaterial, ausgekleidet mit Federn, Pflanzendaunen und Wolle. Der Nesteingang mit Vorbau befindet sich an der Seite nahe der Spitze. Das Gelege besteht zwei grau-weißen Eiern, die dicht mit kleinen violetten Flecken bedeckt sind. Über die Bebrütungs- und die Nestlingsdauer gibt es keine dokumentierten Angaben. Die Nester werden vom Smaragdkuckuck (Chrysococcyx cupreus) parasitiert.

## Status
Die IUCN klassifiziert den Gelbbrust-Nektarvogel als nicht gefährdet. Er ist in allen Habitaten mit hohen Bäumen häufig. In der nördlichen Savanne fehlt er.